# Frederic Edwin Church
Frederic Edwin Church (ur. 4 maja 1826 w Hartford, zm. 7 kwietnia 1900 w Nowym Jorku) – amerykański malarz pejzażysta, czołowy przedstawiciel drugiego pokolenia Hudson River School.

## Życiorys
Urodził się w zamożnej rodzinie, dzięki czemu od najmłodszych lat mógł rozwijać swoje zainteresowania sztuką. Jego nauczycielem był Thomas Cole. W 1848 został jednym z najmłodszych wykładowców National Academy of Design. Na jego twórczość wpływ miały pisma i poglądy Aleksandra Humboldta i Johna Ruskina.
Początkowo malował rodzime krajobrazy amerykańskie z doliny rzeki Hudson i Nowej Anglii. Później inspirację czerpał z licznych wypraw, jakie odbył po całym świecie. W latach 1853–1857 podróżował po Ameryce Południowej. Później zwiedził Europę i Bliski Wschód. W 1890 osiadł w wielkiej willi w Olana pod Nowym Jorkiem, gdy postępujący reumatyzm uniemożliwił mu dalsze podróże.
W dawnym domu artysty nad rzeką Hudson mieści się obecnie muzeum poświęcone jego pamięci.

## Wybrane prace
- Naturalny Most, Wirginia (1852)
- Wodospad Tequendama (1854),
- Andy w Ekwadorze (ok. 1854),
- Niagara (1857),
- Serce Andów (1859),
- Brzask na pustkowiu (1860),
- Meteor roku 1860 (1860-61),
- Cotopaxi (1862),
- Świt w Syrii (1874),
- El Rio de Luz (1877),

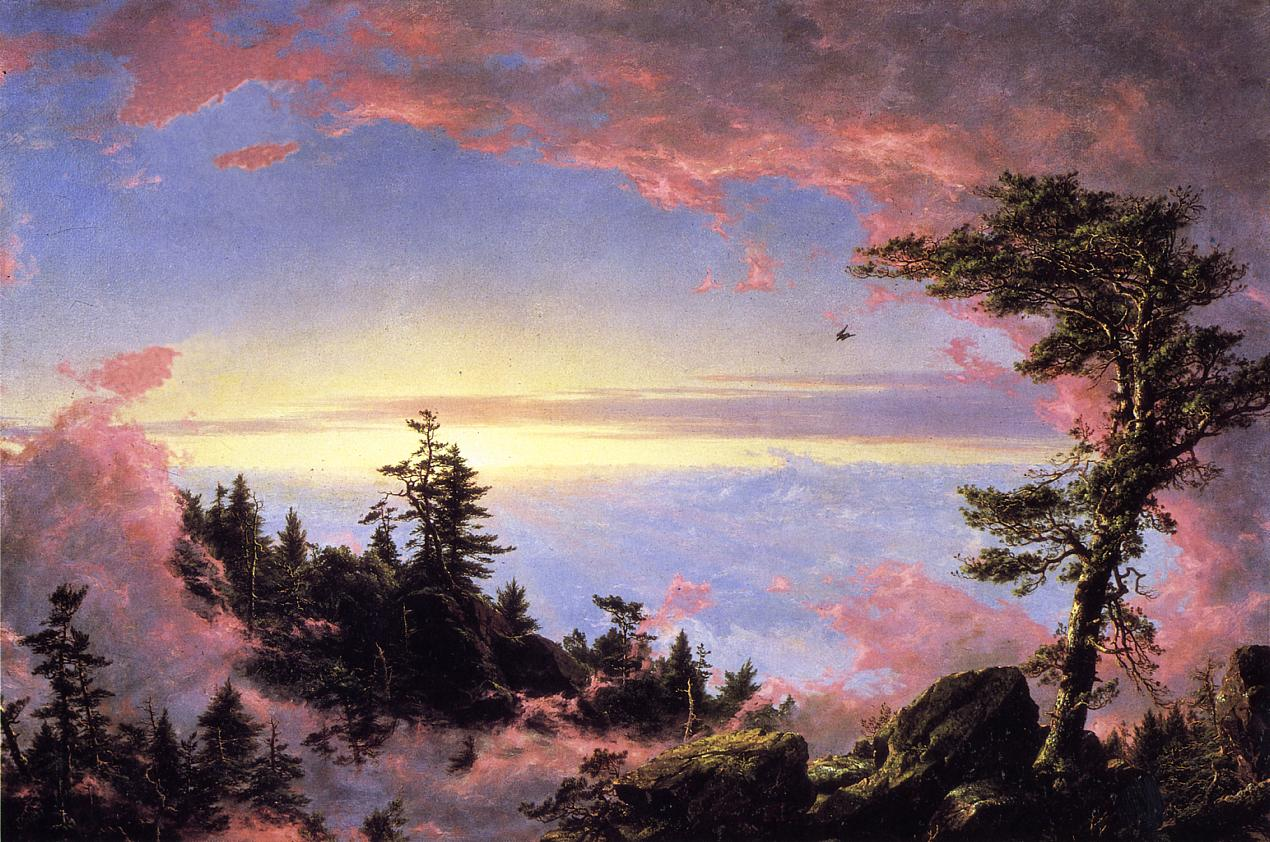
Ponad chmurami o wschodzie słońca, 1849
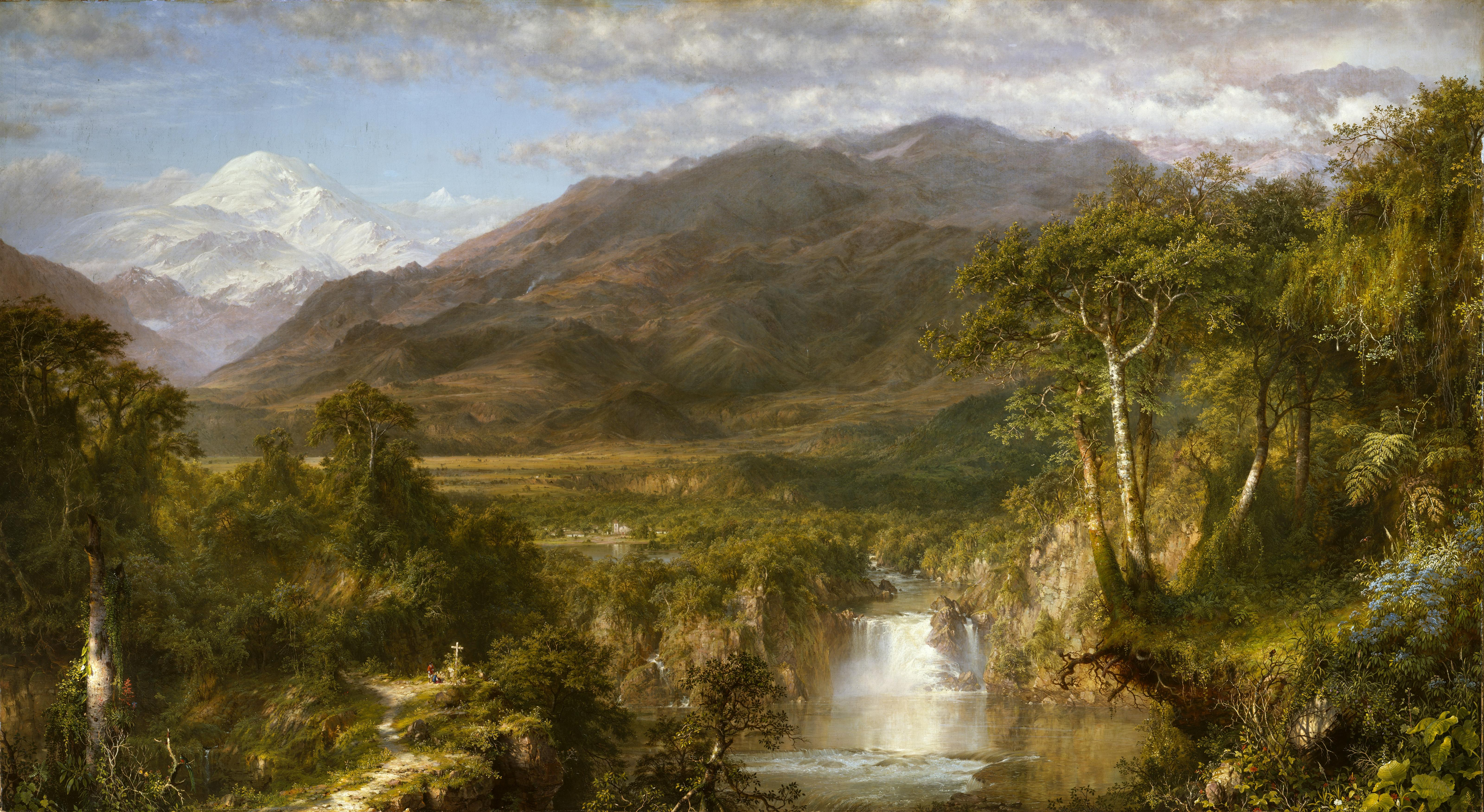
Serce Andów, 1859, Metropolitan Museum of Art
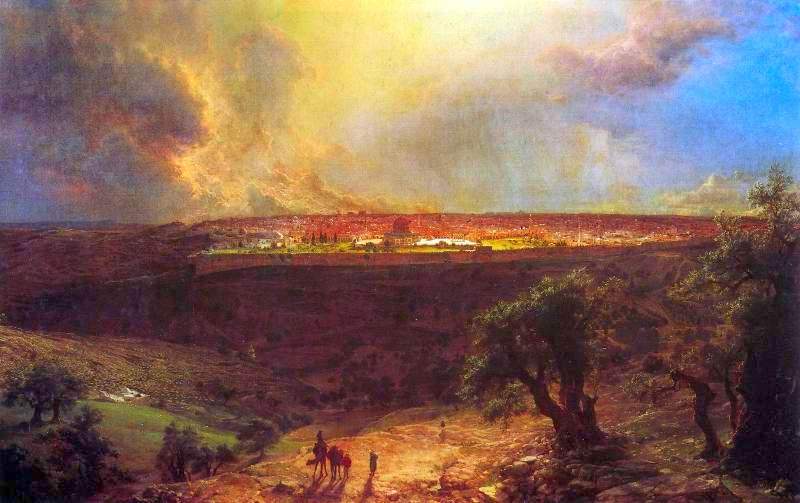
Widok Jerozolimy z Góry Oliwnej, 1870
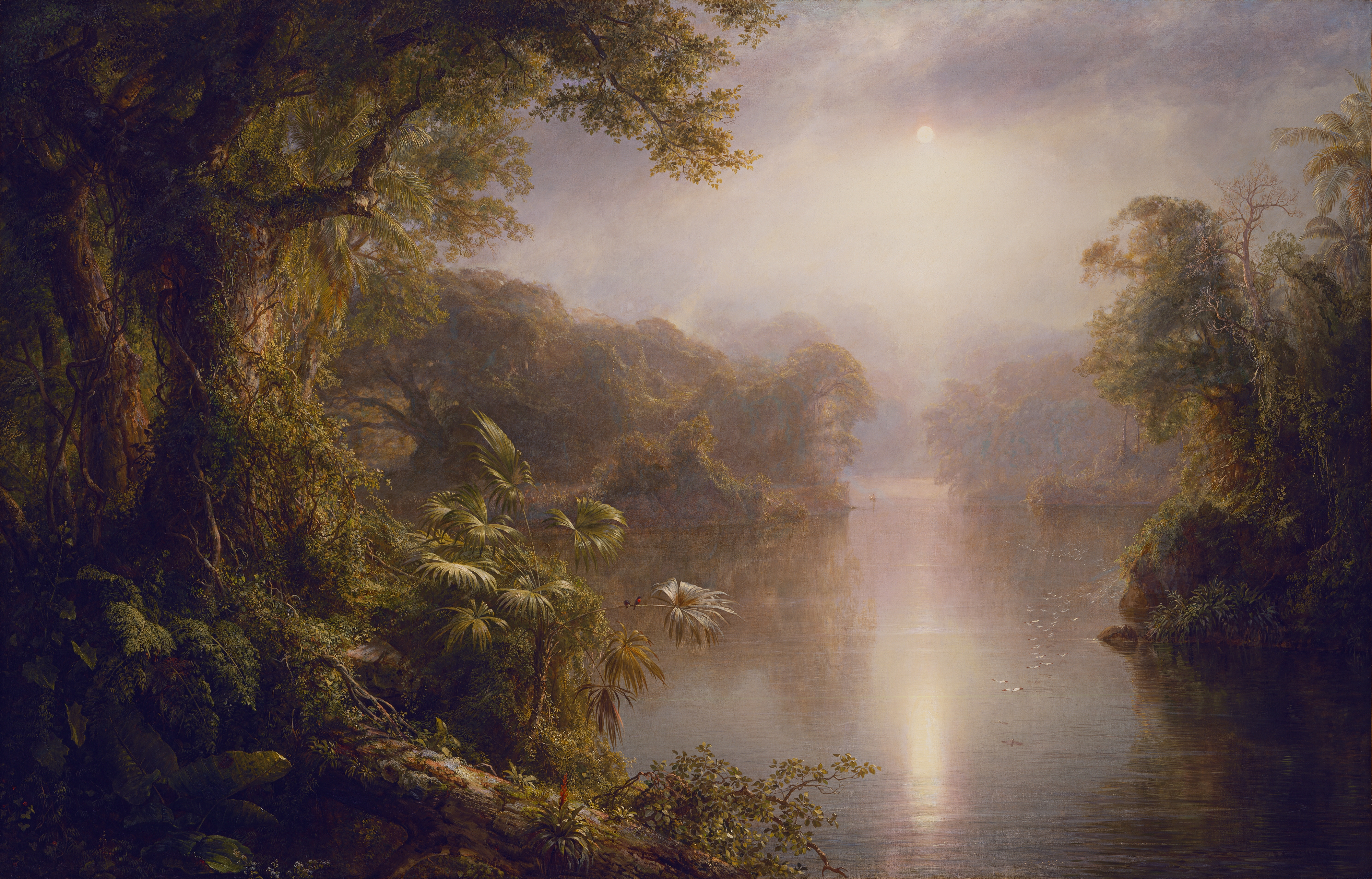
El Rio De Luz, 1877, National Gallery of Art